# Aillières-Beauvoir
Aillières-Beauvoir is een gemeente in het Franse departement Sarthe (regio Pays de la Loire) en telt 221 inwoners (2005). De plaats maakt deel uit van het arrondissement Mamers.

## Geografie
De oppervlakte van Aillières-Beauvoir bedraagt 14,8 km², de bevolkingsdichtheid is 14,9 inwoners per km².
De onderstaande kaart toont de ligging van Aillières-Beauvoir met de belangrijkste infrastructuur en aangrenzende gemeenten.

## Demografie
Onderstaande figuur toont het verloop van het inwonertal (bron: INSEE-tellingen).

1. ↑  Populations de référence 2022.